# 비앙카 델 리오
비앙카 델 리오(Bianca Del Rio, 1975년 6월 27일 ~ )는 미국의 배우, 코메디언, 의상 디자이너, 드랙퀸이다. 《루폴의 드래그 레이스》 시즌 6 우승자이다.